# Dianne van Rensburg
Dianne van Rensburg, detta Dinky (4 marzo 1968), è un'ex tennista sudafricana.

## Carriera
In carriera ha vinto un titolo in singolare e 3 titoli di doppio. Nei tornei del Grande Slam ha ottenuto il suo miglior risultato raggiungendo i quarti di finale di doppio misto a Wimbledon nel 1989, in coppia con il connazionale Royce Deppe.

## Statistiche

### Singolare

#### Vittorie (1)
| Numero | Anno             | Torneo                            | Superficie | Avversaria in finale | Punteggio     |
| 1.     | 11 febbraio 1990 | Virginia Slims of Kansas, Wichita | Cemento    | Nathalie Tauziat     | 2-6, 7-5, 6-2 |

### Singolare

#### Finali perse (1)
| Numero | Anno              | Torneo                             | Superficie | Avversaria in finale | Punteggio     |
| 1.     | 18 settembre 1988 | Virginia Slims of Arizona, Phoenix | Cemento    | Manuela Maleeva      | 3-6, 6-4, 2-6 |

### Doppio

#### Vittorie (3)
| Numero | Anno            | Torneo                         | Superficie  | Compagna              | Avversarie in finale            | Punteggio     |
| 1.     | 28 ottobre 1986 | Virginia Slims of Tulsa, Tulsa | Cemento     | Camille Benjamin      | Svetlana Černeva Larisa Neiland | 7-6, 7-5      |
| 2.     | 22 maggio 1988  | WTA Swiss Open, Ginevra        | Terra rossa | Christiane Jolissaint | Maria Lindström Claudia Porwik  | 6-1, 6-3      |
| 3.     | 27 maggio 1990  | WTA Swiss Open, Ginevra        | Terra rossa | Louise Field          | Elise Burgin Betsy Nagelsen     | 5-7, 7-6, 7-5 |

### Doppio

#### Finali perse (5)
| Numero | Anno             | Torneo                                   | Superficie  | Compagna         | Avversarie in finale              | Punteggio |
| 1.     | 11 ottobre 1987  | Athens Trophy, Atene                     | Terra rossa | Kathleen Horvath | Andrea Betzner Judith Wiesner     | 4-6, 6-7  |
| 2.     | 19 giugno 1988   | International Women's Open, Eastbourne   | Erba        | Belinda Cordwell | Eva Pfaff Elizabeth Smylie        | 3-6, 6-7  |
| 3.     | 7 agosto 1988    | San Diego Open, San Diego                | Cemento     | Betsy Nagelsen   | Patty Fendick Jill Hetherington   | 6-7, 4-6  |
| 4.     | 25 febbraio 1990 | Virginia Slims of Washington, Washington | Sintetico   | Ann Henricksson  | Zina Garrison Martina Navrátilová | 0-6, 3-6  |
| 5.     | 14 ottobre 1990  | Open di Zurigo, Zurigo                   | Sintetico   | Catherine Suire  | Manon Bollegraf Eva Pfaff         | 5-7, 4-6  |